# Либеральная инициатива (партия)
Партия Либеральная инициатива (ЛИ) (порт. Iniciativa Liberal, сокр. IL) — португальская центристская политическая партия, выступающая с позиций классического либерализма. Одна из молодых политических сил в Португалии; созданная в 2017 году, уже двумя годами позже приняла участие в общенациональных выборах и получила место в Ассамблее Республики, впоследствии существенно нарастив поддержку избирателей и многократно увеличив своё парламентское представительство.

## История партии
Отправной точкой в создании партии стало учреждение в сентября 2016 года инициативной группы «Ассоциация Либеральная инициатива» (Associação Iniciativa Liberal). Группа разработала программный манифест будущей партии (Manifesto Portugal Mais Liberal), организовала кампанию по сбору подписей в поддержку её создания и в сентябре следующего 2017 года обратилась в Конституционный суд страны с ходатайством о регистрации партии. 26 ноября 2017 года в Порту состоялся учредительный съезд партии, а 13 декабря 2017 года Конституционный суд зарегистрировал Либеральную инициативу в качестве политической партии.
Первый партийный съезд ЛИ в Лиссабоне 5 мая 2018 года принял программу партии «Меньше государства, больше свободы» («Menos Estado, Mais Liberdade») и избрал Мигеля Феррейру да Силва председателем новой партии.
В 2020 году Либеральная инициатива провела два национальных съезда: четвёртый (15 ноября), на котором были обсуждены и утверждены изменения в уставе партии, и пятый (12 декабря), на котором было обновлено руководство всех руководящих органов партии, кроме Исполнительной комиссии. Оба съезда прошли дистанционно, в режиме видеоконференции из-за пандемии Covid-19.
Участники шестого общенационального съезде Либеральной инициативы 11-12 декабря 2021 г. переизбрали на новый срок руководство Исполнительной комиссии партии, который вновь возглавил Жуан Котрим Фигейреду. На седьмом общенациональном съезде Либеральной инициативы 21 — 22 января 2023 г. было избрано новое руководство общенациональных органов партии: Национального совета, Исполнительной комиссии, Юридической комиссии и Комиссии по надзору. Новым председателем партии был избран Руй Роша.
2 февраля 2025 года по итогам голосования на очередном, девятом общенациональном съезде Либеральной инициативы Руй Роша сохранил за собой пост лидера партии. Съезд также одобрил кандидатуру руководителя парламентской фракции ЛИ в Ассамблее Республики Марианы Лейтао в качестве кандидата от этой партии на президентских выборах в начале января 2026 года.

## Идеология и политическая платформа
Лидеры Либеральной инициативы избегают позиционировать партию в координатах традиционной парадигмы «левые — правые», подчеркнуто дистанцируясь при этом от идеалов социализма. По постулируемым идеологическим принципам и политическим установкам её место в этом спектре — в центре или чуть правее центра, рядом к гораздо более крупной Социал-демократической партией.
Либеральная инициатива утверждает, что государство является не более чем «инструментом общества, которому оно служит, и оно не должно осуществлять власть в ущерб основным правам граждан и необходимым условиям для ответственной и творческой жизни». Также, по мнению либералов, государство должно быть ограничено в своих возможностях «заимствовать и присваивать ресурсы людей или организаций, в частности, посредством налогов и сборов».
Либералы выступают за политико-административную децентрализацию государственных функций и делегирование властных полномочий муниципалитетам, автономным регионам и местным сообществам.
В области общественных отношений и прав человека Либеральная инициатива видит свою цель в построении «общества равных прав, свобод, гарантий и ответственности для всех». Общества, «свободного от дискриминации по признаку расы, этнической принадлежности, пола, сексуальности и гендерной идентичности; в котором не практикуется подавление, или наоборот, законодательное поощрение каких-либо нравов или обычаев». Либеральная инициатива выступает за свободу людей в том, что касается их собственного потребления — материального, интеллектуального или духовного, если оно не наносит вреда правам и интересам других. В частности, партия поддерживает «ответственную либерализацию» каннабиса, легализацию сферы секс-услуг и урегулирование проблематики абортов и добровольного ухода из жизни (эвтаназии).

## Организационная структура и основные органы
Согласно уставу Либеральной инициативы, высшим органом партии является общенациональный съезд, который принимает решения, определяющие её стратегию и тактику в рамках декларированных целей и принципов партии. Участником съезда, которые проводятся раз в два года, может стать любой член партии (уплативший членские взносы), а также не-члены партии, занимающие политические должности и избранные на них по спискам Либеральной инициативы (Ст. 15).
Национальный совет партии является органом, организующим и контролирующим осуществление политической стратегии партии, утверждённой на общенациональном съезде. Ещё один общенациональный орган Либеральной инициативы, Исполнительная комиссия, отвечает за политическое руководство по общим направлениям деятельности партии.
Помимо трех вышеназванных общенациональных политических органов, в Либеральной инициативе существуют два общенациональных технических органа: Юридическая комиссия и Комиссия по надзору. Первая следит за соблюдением национального законодательства и уставных норм, применимых к деятельности партии, её органов и членов. Комиссия по надзору осуществляет контроль за финансовыми операциями партии, проверяет финансовые отчёты и проводит внутренние аудиты.
На местном уровне Либеральная инициатива осуществляет свою деятельность через сеть низовых партийных ячеек. Будучи практической формой реализации принципа децентрализованного управления деятельностью партии, местные ячейки работают в рамках своих муниципалитетов (на континенте), автономных регионов (Мадейра и Азорские острова) или объединений граждан (за рубежом). По вопросам общенациональной стратегии партии, местные ячейки должны согласовывать свою деятельность с Исполнительной комиссией Либеральной инициативы.

### Руководство партии
Высшим должностным лицом Либеральной инициативы является Председатель Исполнительной комиссии (в неофициальном дискурсе — «Председатель» или «лидер партии»). Он избирается на общенациональном съезде партии на период в два года. Председатель ЛИ руководит работой Исполнительной комиссии и в целом партии; представляет партию в её внешних сношениях; публично излагает позицию партии; и распределяет управленческие обязанности между остальными членами Исполнительной комиссии. Может быть назначено до пяти заместителей Председателя. Генеральный секретарь ЛИ отвечает за координацию политического и административного управления партией, а казначей — за управление финансовой деятельностью и отчётность партии.
В январе 2023 года лидером Либеральной инициативы был избран Руй Роша, а спустя два года, в январе 2025 года, большинством голосов он был переизбран на эту должность. Однако, несмотря на неплохие результаты внеочередных парламентских выборов весной, 31 мая 2025 года Руй Роша объявил о своей отставке с поста председателя Либеральной инициативы. Свой поступок он объяснил тем, что выборы положили начало «новому политическому циклу», кардинально отличающемуся от предыдущего, что требует переосмысления стратегии и политики партии. На состоявшемся 19 июля 2025 г. X съезде Либеральной инициативы новым лидером партии была избрана Мариана Лейтао.
Председатели Исполнительной комиссии Либеральной инициативы
| Имя                     | Фото | Избирательный округ | Начало пребывания в должности | Конец пребывания в должности |
| ----------------------- | ---- | ------------------- | ----------------------------- | ---------------------------- |
| Мигел Феррейра да Силва |      | Лиссабон            | 26.10.2017                    | 13.10.2018                   |
| Карлуш Гимарайнш Пинту  |      | Порту               | 13.10.2018                    | 8.12.2019                    |
| Жуан Котрим Фигейреду   |      | Лиссабон            | 8.12.2019                     | 22.01.2023                   |
| Руй Роша                |      | Брага               | 22.01.2023                    | 31.05.2025                   |
| Мариана Лейтао          |      | Лиссабон            | 19.07.2025                    |                              |

Источники:

## Участие в выборах

### Выборы в Ассамблею Республики
6 октября 2019 г. Либеральная инициатива впервые приняла участие в общенациональных выборах в парламент с собственными списками кандидатов во всех избирательных округах страны. Партия набрала 67 681 голос (1,29 %) и получила одно место в парламенте, которое занял Жуан Фигейреду.
На внеочередных выборах 30 января 2022 года партия смогла значительно улучшить свои результаты (4,91 % голосов, четвертый результат на выборах) и увеличить парламентское представительство (8 депутатских мандатов). По результатам внеочередных парламентских выборов 10 марта 2024 года Либеральная инициатива получила чуть больше голосов, чем на предыдущих (4,94 %) и сохранила своё парламентское представительство на прежнем уровне.
На внеочередных парламентских выборах 18 мая 2025 года ЛИ собрала чуть больше голосов (5,53 %), чем на предыдущих и увеличила свое парламентское представительство до 9 депутатских мандатов.
| Год выборов | Число голосов | % голосов | +/- | Место на выборах | Число депутатов |
| ----------- | ------------- | --------- | --- | ---------------- | --------------- |
| 2019        | 67 681        | 1,29      | −   | 8                | 1 из 230        |
| 2022        | 273 687       | 5,05      | ▲   | 4                | 8 из 230        |
| 2024        | 312 033       | 5,08      | ▲   | 4                | 8 из 230        |
| 2025        | 330 149       | 5,53      | ▲   | 4                | 9 из 230        |

### Выборы в региональные органы законодательной власти
Участие Либеральной инициативы в выборах в Законодательное собрание Мадейры в сентябре 2019 года оказалось неудачным: партия получила чуть больше полпроцента голосов и не смогла заручиться представительством в региональном парламенте. Результаты по итогам выборов в 2023 и 2024 годах были лучше, партия получила 1 место в региональном парламенте. На выборах в 2025 году партия сохранила этот единственный мандат, потеряв, однако, некоторое число голосов.
В выборах в Законодательное собрание Азорских островов Либеральная инициатива участвовала в 2020 и 2024 годах, набрав оба раза чуть больше двух процентов голосов и получив одно депутатское кресло.
| Год выборов | Регион  | Число голосов | % голосов | +/- | Число депутатов | Источник |
| ----------- | ------- | ------------- | --------- | --- | --------------- | -------- |
| 2019        | Мадейра | 762           | 0,52      | −   | −               | [ 26 ]   |
| 2020        | Азоры   | 2 012         | 2,01      | −   | 1 из 57         | [ 27 ]   |
| 2023        | Мадейра | 3 555         | 2,63      | ▲   | 1 из 47         | [ 28 ]   |
| 2024        | Азоры   | 2 482         | 2,15      | ▲   | 1 из 57         | [ 29 ]   |
| 2024        | Мадейра | 3 482         | 2,56      | ▲   | 1 из 47         | [ 30 ]   |
| 2025        | Мадейра | 3 097         | 2,17      | ▼   | 1 из 47         | [ 31 ]   |

### Выборы в Европарламент
Первый опыт участия Либеральной инициативы в выборах в Европарламент в мае 2019 года не принёс ей ни одного мандата; партия набрала менее 1 процента голосов. На выборах 2025 года результаты были существенно лучше: 9,08 % голосов, конвертировавшихся в два депутатских мандата.
| Год выборов | Число голосов | % голосов | +/- | Число депутатов | Источник |
| ----------- | ------------- | --------- | --- | --------------- | -------- |
| 2019        | 29 120        | 0,88      | −   | 0               | [ 32 ]   |
| 2024        | 358 458       | 9,08      | ▲   | 2 из 21         | [ 33 ]   |

### Участие в президентских выборах
Либеральная инициатива поддержала руководителя своей Юридической комиссии Тиаго Майан Гонсалвеша, выдвинувшего свою кандидатуру для участия в президентских выборах 2021 года. На состоявшемся 24 января всенародном голосовании он получил 134 484 голосов (3,22 %, пятый результат среди кандидатов).

### Выборы в местные органы власти
26 сентября 2021 г. Либеральная инициатива впервые приняла участие в выборах в местные представительные органы власти, выставив кандидатов в 53 муниципальных совета (46 самостоятельно и 7 в коалиции). 63 870 избирателей проголосовали за ЛИ, а 25 кандидатов от партии стали муниципальными депутатами.

## Международная деятельность
Согласно Уставу, Либеральная инициатива может сотрудничать с другими европейскими партиями и группами партий или другими организациями, преследующими цели и принципы либерализма. Переговоры с такими потенциальными партнёрами проводит Исполнительная комиссия, а решения о формализации отношений сотрудничества подлежат ратификации Национальным советом. Либеральная инициатива является полноправным членом Альянса либералов и демократов за Европу (ALDE), европейской партии, объединяющей национальные партии либеральной и демократической ориентации.